# Người Triều Tiên tại Nhật Bản
Người Triều Tiên tại Nhật Bản (在日韓国人・在日本朝鮮人・朝鮮人 Zainichi-Kankoku-Jin, Zainihonchosenjin hoặc Chōsen-jin) (tiếng Hàn: 재일 한국/조선인) cũng có thể gọi theo tiếng Nhật chuyển tự Latinh là Zainichi là những người Triều Tiên di cư đến Nhật Bản trước năm 1945 và trở thành công dân hoặc thường trú nhân của Nhật Bản, hoặc là hậu duệ của những người nhập cư đó. Họ là một nhóm khác biệt với các công dân Hàn Quốc đã di cư đến Nhật Bản sau khi chiến tranh thế giới thứ hai kết thúc và sự phân chia Triều Tiên.
Họ hiện là nhóm dân tộc thiểu số lớn thứ ba tại Nhật Bản sau những người nhập cư Trung Quốc. Dân số của họ giảm đáng kể do tử vong, trở về bán đảo Triều Tiên và hòa nhập vào dân số Nhật Bản nói chung. Phần lớn người Triều Tiên tại Nhật Bản là người Zainichi Koreans (在日韓国・朝鮮人 Zainichi Kankoku/Chōsenjin), thường được gọi đơn giản là Zainichi (在日 Zainichi, nghĩa là 'ở Nhật Bản'), là những người dân tộc Triều Tiên thường trú tại Nhật Bản. Thuật ngữ Zainichi Korean chỉ dùng để chỉ những cư dân Triều Tiên lâu năm tại Nhật Bản có nguồn gốc từ Triều Tiên thuộc Nhật Bản, phân biệt họ với làn sóng người Triều Tiên di cư sau này chủ yếu đến vào những năm 1980, và với những người nhập cư tiền hiện đại có từ thời cổ đại, những người có thể là tổ tiên của người Nhật Bản.

## Tên gọi
Bản thân từ "Zainichi" trong tiếng Nhật có nghĩa là công dân nước ngoài "ở lại Nhật Bản" và ngụ ý là nơi cư trú tạm thời. Tuy nhiên, thuật ngữ "Zainichi Korean" được sử dụng để mô tả những người thường trú định cư tại Nhật Bản, bao gồm cả những người vẫn giữ quốc tịch Joseon hoặc Triều Tiên/ Hàn Quốc, và đôi khi thậm chí bao gồm cả công dân Nhật Bản gốc Hàn Quốc đã có quốc tịch Nhật Bản thông qua nhập tịch hoặc sinh ra từ một hoặc cả hai cha mẹ có quốc tịch Nhật Bản.

## Tổng quan
Cư dân Triều Tiên tại Nhật Bản, Nhật Bản của người nước ngoài ra khỏi, Hàn Quốc, quốc tịch Triều Tiên là của con người, Viện Quốc gia về Trung tâm Thống kê Theo số liệu thống kê công bố, năm 2020 vào cuối tháng 12, trong đó thống kê Cư dân thượng lưu và dài hạn của công dân Hàn Quốc đại diện là người nước ngoài thường trú (Hàn Quốc, Bắc Triều Tiên), (ngoài tổng số người nước ngoài thường trú (Hàn Quốc, Bắc Triều Tiên)) là 454.122, trong đó Hàn Quốc quốc tịch là 426.908 người, công dân Hàn Quốc là 27,214 người, thường có quốc tịch Hàn Quốc, được viết tắt là "Nhật Bản" thường trú nhân đặc biệt đã trở thành một 27,214 người. (Đăng ký người nước ngoài, người dùng đã được thay thế bởi người nước ngoài thường trú của người Hồi giáo trong số liệu thống kê kể từ tháng 7 năm 2012, vì hệ thống đăng ký người nước ngoài đã bị bãi bỏ.)
Đây là lực lượng người nước ngoài lớn nhất tại Nhật Bản trong nhiều năm, nhưng số lượng thường trú nhân đặc biệt đã tiếp tục giảm do nhập tịch và tử vong, và năm 2007, số lượng người Trung Quốc tại Nhật Bản tăng nhanh đã vượt qua dân số Hàn Quốc - Hàn Quốc tại Nhật Bản. Mặc dù tổng số cũng tiếp tục giảm do sự suy giảm của thường trú nhân đặc biệt, số người Hàn Quốc được giữ lại bằng công nghệ, kiến thức nhân văn, kinh doanh quốc tế và bằng cấp du học tăng do thiếu hụt lao động ở Nhật Bản và khó khăn trong việc tìm kiếm việc làm ở Hàn Quốc.
Sáp nhập kỷ nguyên ở Hàn Quốc từ đi định cư được, và hậu duệ của nó, sau Thế chiến II, Chiến tranh Triều Tiên để thoát khỏi chiến tranh, chẳng hạn như, từ bán đảo Triều Tiên bị tàn phá stowaways 20 triệu người lên 40 triệu người, đó là Kể từ đó, nhiều hậu duệ của họ đã được cấp bằng cấp thường trú đặc biệt và chiếm một vị trí đặc biệt trong số những người nước ngoài Nhật Bản từ nền tảng là một công dân Nhật Bản trước đây.

## Thống kê

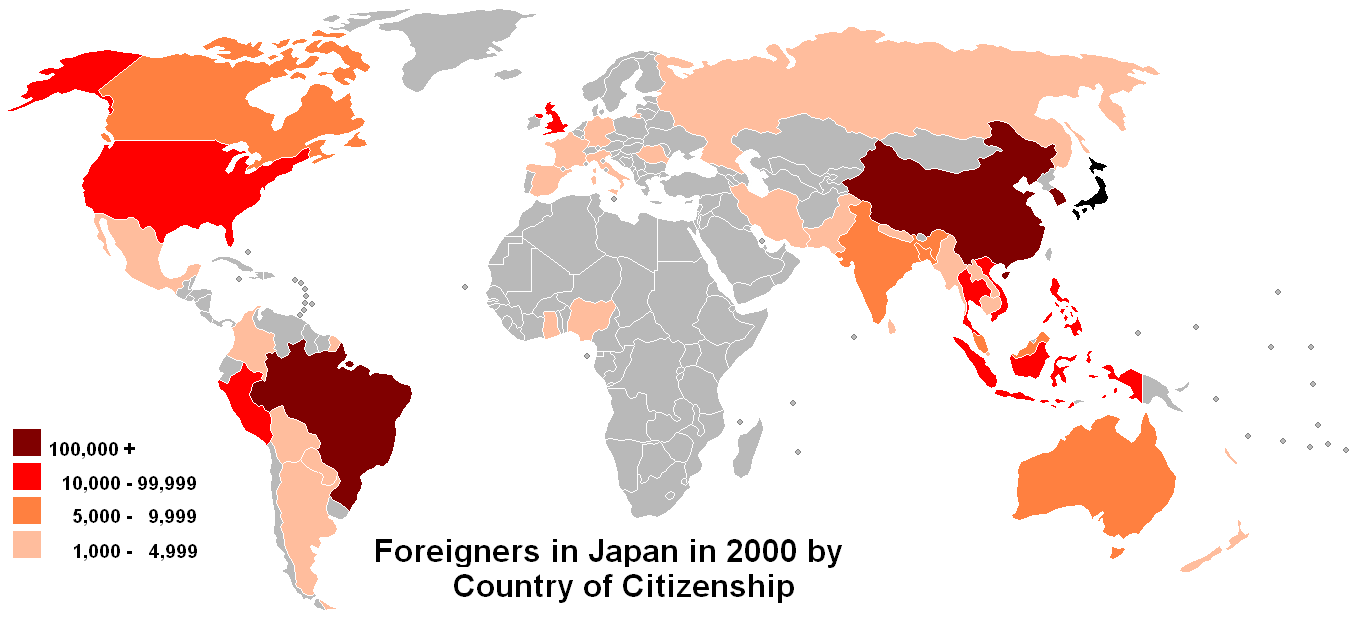
Bản đồ cư dân nước ngoài sống tại Nhật Bản tính đến năm 2000

Biểu đồ cư dân nước ngoài đang sinh sống tại Nhật Bản.

## Lịch sử